# San Michele all'Adige
Pour les articles homonymes, voir San Michele.
San Michele all'Adige, Sankt Michael am Etsch (en allemand) est une commune italienne d'environ 3 180 habitants (2019)  située dans la province autonome de Trente dans la région du Trentin-Haut-Adige dans le nord-est de l'Italie.

## Histoire

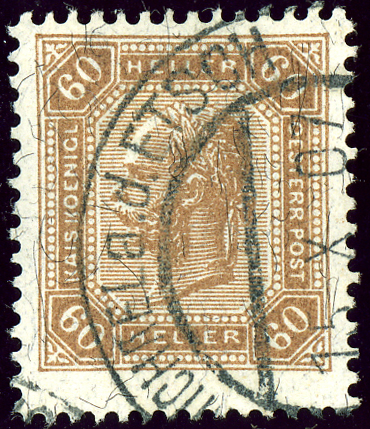
Timbre autrichien, oblitéré à ST.MICHAEL a.d. ETSCH, en 1907

Jusqu'en 1918, le village de SANCT MICHAEL a.d. ETSCH (avant 1867: SANCT MICHAEL ) fait partie de la monarchie autrichienne (empire d'Autriche), puis Autriche-Hongrie (Cisleithanie après le compromis de 1867), dans le district de Trente, l'un des 21 Bezirkshauptmannschaften dans la province du Tyrol.
La région intégrera le royaume d'Italie après la Première Guerre mondiale.

## Administration
| Période                                  | Période | Identité | Étiquette | Qualité |
| ---------------------------------------- | ------- | -------- | --------- | ------- |
|                                          |         |          |           |         |
| Les données manquantes sont à compléter. |         |          |           |         |

### Hameaux
Faedo, Grumo

### Communes limitrophes
Les communes limitrophes sont  Giovo, Lavis, Mezzocorona, Mezzolombardo et Terre d'Adige.